# Conferència de l'ONU sobre el Canvi Climàtic 2002
La Conferència de l'ONU sobre el canvi climàtic 2002, o VIII Conferència de l'ONU sobre el canvi climàtic (COP8), es va celebrar entre el 23 d'octubre i l'1 de novembre de 2002 a Nova Delhi, a l'Índia. La conferència va adoptar la Declaració Ministerial de Delhi que, entre d'altres, era una crida a l'esforç dels països desenvolupats per transferir tecnologia i minimitzar l'impacte del canvi climàtic als països en vies de desenvolupament. També s'hi aprovà el programa de treball de Nova Delhi a l'article 6 de la Convenció. El COP8 va estar marcat per l'abstenció de Rússia, exposant que necessitava més temps per pensar-hi. El Protocol de Kyoto pot entrar en funcionament un cop sigui ratificat per 55 països, inclosos els països responsables del 55% de les emissions globals l'any 1990. Amb els Estats Units (36.1% de les emissions) i Austràlia refusant de ratificar els protocols, es necessitava que Rússia, responsable del 17% de les emissions globals el 1990, ratifiqués l'acord, de manera que el país europeu va poder retrassar el procés.